# Per Nilsson (militär född 1968)
Per-Ove (Per) Nilsson, född 29 april 1968 i Kortedala församling i Göteborgs och Bohus län, är en svensk militär med graden kommendörkapten.

## Biografi
Nilsson avlade sjöofficersexamen 1991 och utnämndes samma år till fänrik i flottan, där han befordrades till kapten 1997. I slutet av 1990-talet tillhörde han Tredje ytstridsflottiljen, men var tidsbegränsat placerad vid Örlogsskolorna. Som kommendörkapten är han (tidigast belagt 2018) chef för Marinstridsavdelningen vid Sjöstridsskolan, senare tillika huvudlärare i krigsvetenskap där.
Per Nilsson invaldes som ledamot av Kungliga Örlogsmannasällskapet 2018.